# أل راندولف
أل راندولف (بالإنجليزية: Al Randolph)‏ هو لاعب كرة قدم أمريكية أمريكي، ولد في 8 يوليو 1944 في سانت لويس الشرقية ‏ في الولايات المتحدة.

## وصلات خارجية
- أل راندولف على موقع مرجع كرة القدم المحترفة.كوم (الإنجليزية)